# Sibylle Pomorin
Sybille Pomorin (Altoberndorf, 16 februari 1956) is een Duitse jazzmuzikante (saxofoon, fluit) en -componiste.

## Biografie
Pomorin studeerde tussen 1975 en 1980 saxofoon en fluit aan de Hochschule für Musik Detmold-Münster. Tegelijkertijd speelde ze in kamerensembles, haar jazzkwartet en de vrouwenbigband Reichlich Feminine, waarvoor ze ook componeerde. Van 1984 tot 1985 vulde ze haar studie aan met compositielessen bij Ernst Bechert en in de jaren daarna met cursussen en seminars bij Dieter Schnebel, John Tchicai, Alice Shields en Éliane Radigue. Sinds 1983 werkt ze samen met musici als Joëlle Léandre, William Parker, Peter Brötzmann, Maggie Nicols, Tom Cora en Conny Bauer. Ze heeft verschillende bandprojecten geïnitieerd, zoals Auguries of Speed met o.a. Terry Jenoure, Herb Robertson, Annie Whitehead, Christy Doran en Kim Clarke.
Sinds 1986 woont ze in Berlijn als freelance muzikante en componiste. Tijdens een lang studieverblijf in Istanboel werkte ze intensief aan traditionele oriëntaalse muziek en de instrumenten oed, qanûn en tanbur. Ze ontving opdrachten van de WDR, de Berlijnse Senaat, het Donaueschingen Muziekfestival, het Berlijnse Vrouwenmuziekfestival What You Want en voor haar epische jazzopera Der Gedichtemacher. De focus van haar werk ligt momenteel op kamermuziek en elektro-akoestische composities, evenals stukken voor het luisteren naar de radio (bijvoorbeeld Prayer for the Sun before Travelling) .In 1988 ontving ze de SWF Jazzprijs. Na het ontvangen van andere prijzen won ze in 1999 de eerste prijs op de internationale compositiecompetitie Soundscapes voor 2000 in Nederland.
- Gemeinsame Normdatei: 124118720
- International Standard Name Identifier: 0000 0000 8414 8926
- Library of Congress Control Number: no98022716
- MusicBrainz: f7bebb73-91fa-496a-a428-f231390640d3
- Virtual International Authority File: 118685749
- WorldCat: E39PBJqfMXJRKxtXxCK86kg9Xd